# Beli de Sogn
Beli fue un caudillo vikingo y rey de Sogn hacia el siglo VIII, Noruega según las sagas nórdicas.

## Þorsteins saga Víkingssonar
En Þorsteins saga Víkingssonar, el rey Halfdan, padre de Beli, entró en guerra con Jokul, hijo del rey Njorfe de Oppland y hechicero del seidr por proteger a los dos hijos supervivientes del héroe Víking. El rey Halfdan murió en la contienda y su hijo Beli fue desterrado pero recuperaría el trono de su padre, ya como rey, con ayuda de Thorsten (el hijo mayor de Viking) que casaría con la princesa Ingeborg; de esa relación nacería el héroe Friðþjóf.

## Friðþjófs saga hins frœkna
En Friðþjófs saga hins frœkna, Beli tenía dos hijos Helgi y Halfdan, y una hija Ingeborg, que fue casada a la fuerza por sus hermanos con el anciano rey Ring de Ringerike a la muerte de su padre, por celos hacia el joven pretendiente y Friðþjóf.